# Orio Giacchi
Orio Giacchi (Castiglione della Pescaia, 3 dicembre 1909 – Milano, 16 aprile 1982) è stato un giurista italiano.

## Biografia
Dopo la laurea in giurisprudenza a Milano nella Università Cattolica del Sacro Cuore, lavorò brevemente presso la casa editrice Vita e Pensiero prima di iniziare nel 1934 una intensa produzione scientifica. I suoi studi si focalizzarono inizialmente sul diritto canonico e sul diritto ecclesiastico, per poi allargarsi a partire dagli anni '40 a più ampi orizzonti giuridici e storiografici. Fu comunque centrale nel suo pensiero e nella sua ricerca il concetto che nella storia il diritto canonico fosse elemento fondante degli ordinamenti legislativi dello stato laico e della società occidentale tutta.
Nel 1937 diventò professore ordinario di diritto ecclesiastico nell'Università degli Studi di Macerata, e in seguito insegnò nell'Università degli Studi di Modena e dal 1940 e per oltre quarant'anni nella sua Alma Mater.
Durante la resistenza aderì alla Democrazia Cristiana e ne fu rappresentante nel Comitato di Liberazione Nazionale Alta Italia. Dopo la guerra, tra il 1953 e il 1954 fu brevemente segretario della DC di Milano e fu a capo della commissione per la riforma statutaria dell'IRI. Dal 1958 al 1964 fu membro del Consiglio nazionale dell'economia e del lavoro, e nel 1967 Papa Paolo VI lo designò per la pontificia commissione Iustitia et pax.